# Т-44
Т-44 (Объект 136) — советский средний танк, разработанный в 1943-1944 годах Харьковским конструкторским бюро машиностроения под руководством А. А. Морозова, предназначался для замены Т-34 в роли основного и среднего танка РККА. Несмотря на то, что всего было построено 1823 машины, принять участие в боевых действиях Т-44 не успел. Серийное производство Т-44 началось в 1944 году, однако в ходе Великой Отечественной войны оно велось в ограниченных масштабах с целью не допустить сокращения выпуска Т-34-85 в период осуществления масштабных наступательных операций. Во второй половине 40-х годов заменялся на более совершенный Т-54, который в свою очередь перенял от Т-44 немало агрегатов. В роли основного и среднего танка он так и не сменил Т-34-85, который был заменён уже Т-54. Тем не менее Т-44, неоднократно модернизируясь, оставались на вооружении Советской армии вплоть до 1970-х годов.

## История создания и производства
Концепция танка Т-44 окончательно сформировалась осенью 1943 года на основании предоставлявшейся информации о боевых контактах танков Т-34-76 с новейшими германскими тяжёлыми танками. Выяснилось, что во встречном бою с «Тигром» или «Пантерой» «тридцатьчетвёрка» даже новой модификации не имела никаких шансов. В сложившейся неблагоприятной ситуации для перспективного среднего танка оптимальным комплексным решением явилось максимальное увеличение толщины лобовой брони в сочетании с более мощной (сравнимой с германскими тяжёлыми танками) пушкой. Фактически, концепция танка Т-44 обеспечивала выравнивание боевых возможностей среднего танка относительно тяжёлого при условии сохранения превосходства среднего танка в скорости и манёвре.

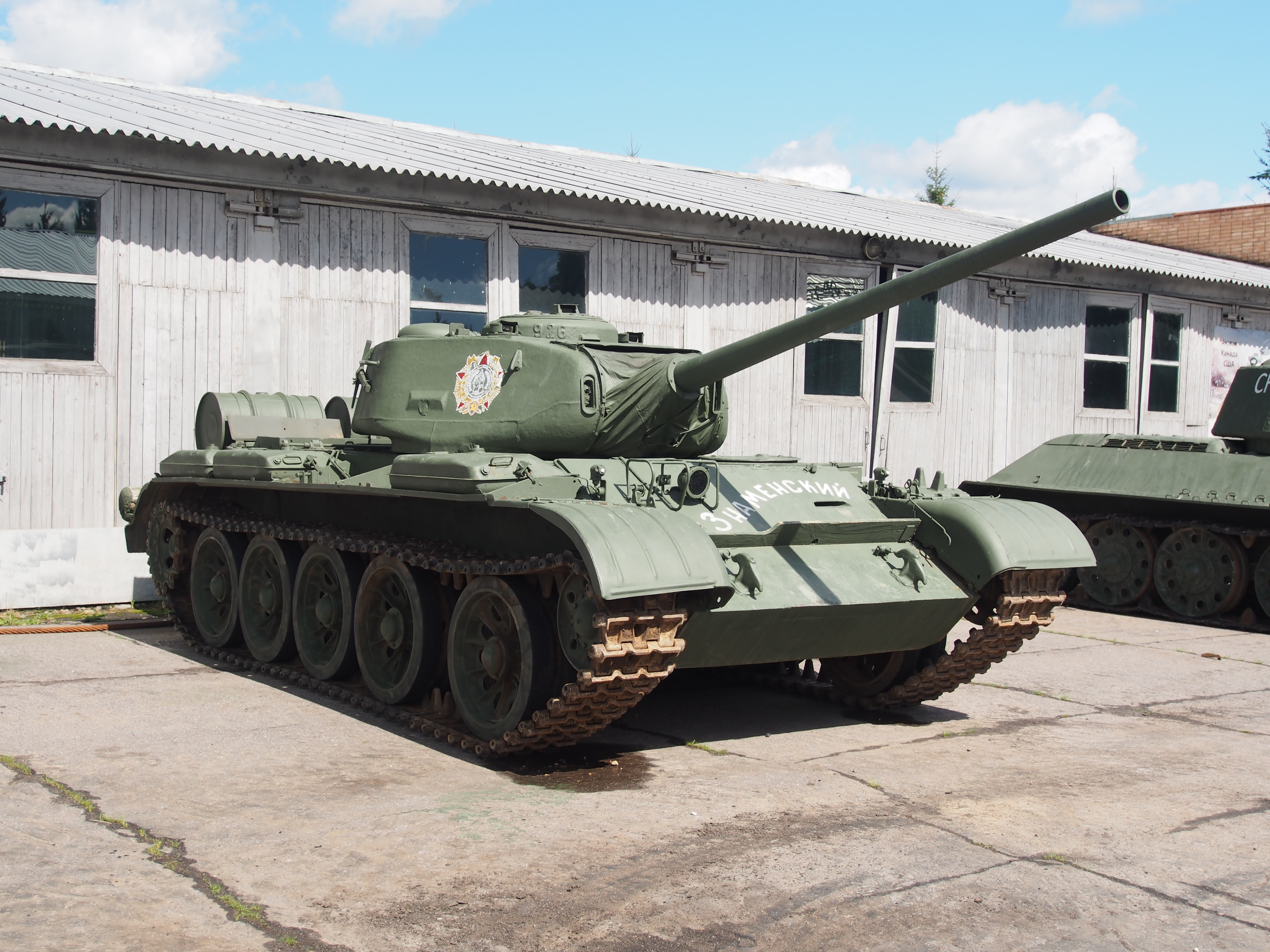
Т-44М

Имея значительное внешнее сходство с Т-34-85, Т-44 кардинально отличался от него габаритами, компоновкой и устройством. Замена относительно тяжёлой и громоздкой пружинной подвески Кристи, применявшейся на Т-34, на торсионную подвеску освободила достаточно много места, что позволило полностью пересмотреть компоновку танка. Исчезли надгусеничные ниши и боковые стенки корпуса стали вертикальными. Освободившееся место позволило расположить новый двигатель В-44 не вдоль, а поперёк корпуса танка. В двигателе изменили расположение водяного и масляного насосов, что позволило сократить длину и на 300 мм высоту корпуса, сэкономить вес, а эту экономию использовать для усиления бронезащиты. Было увеличено боевое отделение за счёт моторного, и улучшены условия работы экипажа. Благодаря новой компоновке удалось сместить к задней части танка башню, так что башня стала расположена ближе к центру тяжести танка, что повышало точность стрельбы на ходу, снизило вероятность зачерпывания грунта длинноствольной пушкой при движении на пересечённой местности и позволило более равномерно распределить нагрузку на катки. Нагрузка на передние катки снизилась за счёт нового расположения башни, и, как следствие, позволило увеличить лобовую броню корпуса до 90 мм, а лобовую броню башни до 120 мм. Угол наклона лобового листа оставили в 60°, как и у Т-34, но сам лист стал монолитным. Если в Т-34 слабым местом был люк механика-водителя, расположенный в лобовом листе брони, то на Т-44 люк механика-водителя убрали на освободившееся место на крыше корпуса. Значительно были улучшены все агрегаты и механизмы танка. Экипаж танка сократился на стрелка-радиста, так как опыт эксплуатации Т-34 показал, что с обслуживанием радиостанции справлялся командир танка. Кроме того, получение приказов командиром танка непосредственно от вышестоящего начальства, а не через члена экипажа, повышало оперативность. Курсовой пулемёт по сложившейся традиции оставили, но теперь он был жёстко закреплён в лобовой броне, стрельбу из него вёл механик-водитель. На освободившемся месте стрелка-радиста разместили топливный бак. 
Первые два опытных образца были готовы к концу января 1944. Один из них имел башенный погон диаметром 1600 мм, второй — 1800 мм. Оба были вооружены 85-мм пушкой Д-5Т. Тогда же собрали третью машину с погоном 1800 мм и 122-мм пушкой Д-25-44. В мае 1944 построили ещё два опытных танка с погоном 1600 мм и с пушкой ЗИС-С-53. Наконец в июле 1944 был собран Т-44А, который стал прототипом серийного танка.
Танк был принят на вооружение в июле 1944 года, и до окончания войны в Харькове на перевезённом из Кирова заводе № 38 (переименован в № 75) было построено 190 машин, которые так и не успели принять участия в военных действиях.
Выпуск Т-44 продолжался по август 1947 года и составил 1823 единицы. Сразу же после войны была
предпринята попытка модернизировать танк, установив 100-мм пушку ЛБ-1 и стальные противокумулятивные экраны, но новая машина получилась перетяжелённой и на вооружение принята не была.
| Год   | январь | февраль | март  | апрель | май   | июнь  | июль  | август | сентябрь | октябрь | ноябрь | декабрь | Всего |
| ----- | ------ | ------- | ----- | ------ | ----- | ----- | ----- | ------ | -------- | ------- | ------ | ------- | ----- |
| 1944  |        |         |       |        |       |       |       |        |          |         | 5      | 20      | 25    |
| 1945  | 20     | 20      | 60    | 65     | 75    | 85    | 100   | 120    | 85       | 35      | 45     | 170     | 880   |
| 1946  | 30     | 50      | 130   | 50     | 90    | 49    | 50    | 85     | 40       | 14      | 50     | 80      | 718   |
| 1947  | 28     | 19      | 44    | 23     | 23    | 33    | 27    | 3      |          |         |        |         | 200   |
| Всего | Всего  | Всего   | Всего | Всего  | Всего | Всего | Всего | Всего  | Всего    | Всего   | Всего  | Всего   | 1823  |

## Тактико-технические характеристики
Сравнение основных советских средних танков периода Второй мировой войны
|                | Т-34, модификация 1940 года | Т-34, модификация 1941 года | Т-34, модификация 1942 года | Т-34, модификация 1943 года | Т-34-85        | Т-44           |
| -------------- | --------------------------- | --------------------------- | --------------------------- | --------------------------- | -------------- | -------------- |
| Масса, т       | 26                          | 26,5                        | 28,5                        | 30,9                        | 32             | 31,9           |
| Орудие         | 76-мм Л-11                  | 76-мм Ф-34                  | 76-мм Ф-34                  | 76-мм Ф-34                  | 85-мм ЗИС-С-53 | 85-мм ЗИС-С-53 |
| БК, снарядов   | 76                          | 77                          | 77                          | 100                         | 60             | 58             |
| Горючее, л     | 460                         | 460                         | 610                         | 790                         | 810            | 642            |
| Запас хода, км | 300                         | 400                         | 400                         | 465                         | 360            | 300            |
| Броня, мм      | 15—45                       | 20—52                       | 20—65                       | 20—70                       | 20—90          | 15—120         |

## Описание конструкции

### Вооружение
До серийного танка Т-44 выпускался опытный Т-44–85, оснащаемый пушкой Д-5Т и Т-44-122, имеющий пушку Д-25. Танк Т-44–85, имеющий на вооружении Д-5Т построили до принятия на вооружение пушки ЗИС-С-53. В связи с этим, как только пушка ЗИС-С-53 на танках Т-34 стала стандартной, был переделан и танк Т-44. 122-миллиметровая пушка на средний танк была установлена по требованию военных, однако в ходе испытаний выяснилось, что данное орудие не подходит для среднего танка.
В 45-м году разработали новую башню под 100-миллиметровую пушку Д-10Т или ЛБ-1. На крыше люка заряжающего была установлена турель с зенитным пулемётом ДШК, ходовую часть и борта прикрыли 6-миллиметровыми противокумулятивными экранами.
| Боеприпасы пушки С-53      |                                                                                  |               |                    |                   |             |                  |                       |                                                |                            |
| Марка выстрела             | Тип снаряда                                                                      | Марка снаряда | Масса выстрела, кг | Масса снаряда, кг | Масса ВВ, г | Марка взрывателя | Дульная скорость, м/с | Дальность прямого выстрела по цели высотой 2 м | Год принятия на вооружение |
| Бронебойные снаряды        |                                                                                  |               |                    |                   |             |                  |                       |                                                |                            |
| УБР-365                    | бронебойный тупоголовый с баллистическим наконечником, трассирующий              | БР-365        | 16,00              | 9,20              |             | МД-5 или МД-7    | 800                   | 950                                            |                            |
| УБР-365К                   | бронебойный остроголовый, трассирующий                                           | БР-365К       | 16,20              | 9,34              |             | МД-8             | 800                   | 900                                            |                            |
| УБР-367                    | бронебойный остроголовый с защитным и баллистическим наконечниками, трассирующий | БР-367        |                    |                   |             | ДБР-2            |                       |                                                | послевоенный период        |
| УБР-365П                   | бронебойный подкалиберный катушечного типа, трассирующий                         | БР-365П       | 11,42              | 4,99              | —           | —                | 1050                  | 1100                                           | 1944                       |
| УБ-367П                    | бронебойный подкалиберный обтекаемой формы, трассирующий                         | БР-367П       | 11,72              | 5,35              | —           | —                | 1024                  | 1140                                           | послевоенный период        |
| Осколочно-фугасные снаряды |                                                                                  |               |                    |                   |             |                  |                       |                                                |                            |
| УО-365К                    | стальная цельнокорпусная зенитная осколочная граната                             | О-365         | 16,30              | 9,54              | 660         | КТМ-1 или КТМЗ-1 | 793                   |                                                |                            |
| УО-365К                    | стальная осколочная граната с переходной головкой                                | О-365         | 16,30              | 9,54              | 660         | КТМ-1 или КТМЗ-1 |                       |                                                |                            |
| УО-367                     | стальная цельнокорпусная осколочная граната, с уменьшенным зарядом               | О-365К        |                    | 9,54              | 741         | КТМ-1 или КТМЗ-1 |                       |                                                |                            |
| Практические снаряды       |                                                                                  |               |                    |                   |             |                  |                       |                                                |                            |
| УПБР-367                   | практический сплошной, трассирующий                                              | ПБР-367       |                    |                   | —           | —                |                       |                                                |                            |

| Таблица бронепробиваемости для С-53 |     |     |          |          |        |        |
| Снаряд \ Расстояние, м | 100 | 300 | 500      | 1000     | 1500   | 2000   |
| БР-365 |     |     |          |          |        |        |
| (угол встречи 90°) | 119 | 115 | 111; 105 | 102; 100 | 93; 92 | 85     |
| (угол встречи 60°) | 97  | 93  | 91; 90   | 83; 85   | 76; 78 | 69; 72 |
| БР-365К |     |     |          |          |        |        |
| (угол встречи 90°) | 126 | 118 | 110; 108 | 95; 102  | 75; 90 | 65; 82 |
| (угол встречи 60°) | 103 | 96  | 90       | 75; 78   | 65; 72 | 50; 66 |
| БР-365П |     |     |          |          |        |        |
| (угол встречи 90°) | 167 | 152 | 140      | 110      | 85     | —      |
| (угол встречи 60°) | 124 | 114 | 100      | 80       | 60     | —      |
| Следует помнить, что в разное время и в разных странах использовались различные методики определения бронепробиваемости. Как следствие, прямое сравнение с аналогичными данными других орудий часто оказывается невозможным. |     |     |          |          |        |        |

### Двигатель и трансмиссия
На танке был применён новый двигатель В-44 мощностью 520 л. с. и новая 5-ступенчатая коробка передач. За счёт улучшенной топливной аппаратуры удалось поднять мощность на 20 л. с. при том же объёме цилиндров. Вновь, после Т-18, была применена поперечная схема расположения двигателя. В трансмиссии танка использовали для передачи усилия от двигателя к параллельно ему расположенной коробке передач новый агрегат — «гитару», редуктор с передаточным числом 0,7. За счёт того, что число оборотов увеличилось, а передаваемые нагрузки уменьшились, коробка передач была сделана лёгкой и компактной. Воздухоочиститель нового типа перенесли из развала цилиндров к борту. На месте вентилятора, выступавшего за габариты картера, поставили компактный маховик. Сам вентилятор сместили к кормовому листу. Масляный и водяной радиаторы поставили горизонтально под крышкой трансмиссионного отделения в однородном воздушном потоке. Такая система охлаждения была более эффективной. Механизм поворота — через бортовые фрикционы, подобно Т-34.

### Ходовая часть
Ходовая часть Т-44 состояла из ведущих колёс, по конструкции аналогичных Т-34, за исключением того, что для улучшения условий зацепления роликов колеса с гребнями траков при износе шарниров траков его диаметр был увеличен до 650 мм (против 635 мм у Т-34).
Опорные катки Т-44 были сдвоенными с наружными резиновыми бандажами и отличались от катков Т-34 уменьшенным диаметром — 780×660×150. Танк имел индивидуальную торсионную подвеску, в корне отличающуюся от подвески Т-34 — подвески типа «Кристи». Отказ от пружинных «свечей» позволил увеличить внутреннее заброневое пространство, уменьшить габариты машины и улучшить условия обитаемости экипажа, улучшить технологичность изготовления и упростить обслуживание. Таким образом именно Т-44 поставил точку в истории колёсно-гусеничных танков в СССР, одной из наиболее ярких особенностей которых и была подвеска «Кристи». Гусеничные цепи Т-34 и Т-44 первых серий выпуска были унифицированы. Впоследствии для Т-44 была разработана оригинальная гусеничная цепь, устанавливалась на Т-44М, катки поздних Т-44 имели конструкцию, схожую с катками Т-55.

## Машины на базе Т-44
- СУ-100М-2, она же «Уралмаш-1» — проект САУ с 100-мм пушкой Д-10С (1944 г.).
- СУ-100-44 «Гром-1»  — проект САУ с 100-мм пушкой Д-10С (1944-45 г.).
- СУ-122-44 «Гром-2»  — проект САУ с 122-мм пушкой Д-25С (1944-45 г.).
- СУ-101 «Уралмаш-1» — опытный образец САУ с 100-мм пушкой Д-10С (1945 г.).
- СУ-102 «Уралмаш-1» (СУ-101М) — опытный образец САУ с 122-мм пушкой Д-25-44С (1945 г.).
- БТС-4 — танковый тягач (1963 г.).

В конце 1945 года на базе Т-44, на заводе № 183 в инициативном порядке был разработан проект тяжёлого артиллерийского тягача, предполагавшийся как замена «Ворошиловцу». Шасси было удлинённое и имело шесть опорных катков. Транспортёр предполагался в двух вариантах: артиллерийского тягача и бензозаправщика. Построен полноразмерный макет.
Опытные образцы на базе Т-44

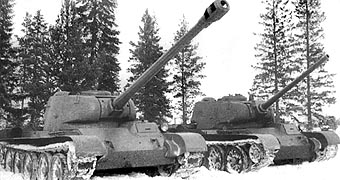
Прототип T-44-122 и T-44-85

В конце зимы 1944 заводом № 183 было произведено два опытных танка на базе Т-44. Первый (Т-44-1 № 2\3, он же Т-44-122) был оснащён 122-мм орудием Д-25Т-44, а второй (Т-44-1 № 1, он же Т-44-85) — 85-мм орудием Д-5Т.
В обоих случаях был установлен двигатель В-2-ИС. Также, было переработано и увеличено боевое отделение, но в случае с унитарными 122-мм снарядами, которых в боеукладке было 24 штуки, этого оказалось мало.
В серию ни один из опытных образцов не пошёл, в 1945 году начали выпускать Т-44 с 100-мм орудием Д-10Т.
Также в 1945 году разрабатывался проект Т-44Б со 100-мм пушкой ЛБ-1, противокумулятивными экранами и переделанной башней Т-44-100, который также не пошёл в серию.

## Эксплуатация

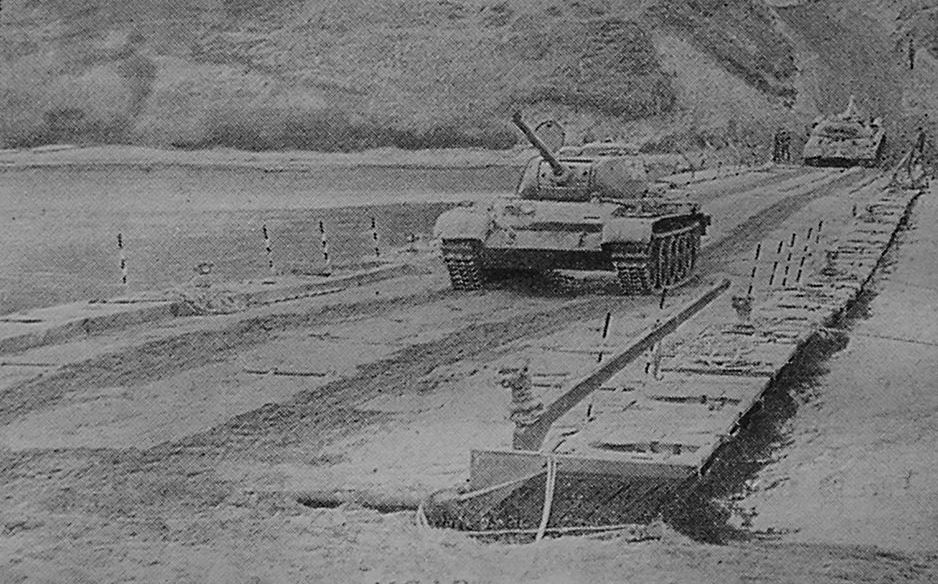
Переправа танков Т-44 и ИС-3 по мосту из парка НАРМ.

В боях Великой Отечественной войны, по официальным сведениям, танку участвовать не довелось. Хотя в ряде описаний боевого пути 100-й танковой Ченстоховской бригады указывается, что в декабре 1944 — январе 1945 года ею было получено 60 танков Т-44. Что подразумевалось в историческом формуляре бригады под термином «Т-44» в то время, не до конца понятно.
По состоянию на ноябрь 1950 у Советской Армии на вооружении состояло 1725 Т-44.
В 1961 году все танки прошли модернизацию с целью унификации ходовой части с основным советским танком Т-54. Кроме того, машины, получившие обозначение Т-44М, получили приборы ночного наблюдения и увеличенный боекомплект, а на командирском Т-44МК за счёт уменьшения боекомплекта установили вторую радиостанцию. В 1965 году часть Т-44 была переоборудована в бронированные тягачи БТС-4, а в 1966 году оставшиеся танки оборудовали двухплоскостным стабилизатором вооружения, повышающим точность ведения стрельбы с ходу. Эти машины получили обозначение Т-44С. В конце 1970-х годов Т-44 был снят с вооружения Советской армии.
В начале 1960-х годах танк был широко распространён в контингентах советских войск, дислоцированных на территории стран-участниц Организации Варшавского договора, где использовался для учебных целей, — в частности, для обучения танкистов стрельбе из 85-мм танковой пушки, боеприпасы к которой остались в большом количестве на складах, в то время как её планировалось списывать с вооружения.
Единственным вооружённым конфликтом, в котором участвовал Т-44, была Операция «Вихрь». Кроме того, под конец своей службы им всё же довелось «участвовать» в Великой Отечественной войне в роли немецких танков Pz VI «Тигр» в фильмах «Освобождение» и «Они сражались за Родину». После соответствующей переделки танки становились мало отличимы от немецких машин (за исключением ходовой части, состоявшей из 5 опорных катков с каждой стороны, в отличие от расположенных в «шахматном» порядке 8 катков у «Тигра»). В 2004 году этот танк изображал Pz VI «Тигр» уже в фильме «Бункер». Также этот танк можно увидеть в фильмах «Отец солдата», «Офицеры», «На пути в Берлин» и «На дорогах войны», «Родная кровь», «Третья ракета», «Пядь земли», где он «играет» роль Т-34-85. Упоминается в цикле книг "Хранители Мультиверсума" как последний советский танк способный работать без электричества
Сейчас действующий Т-44 можно увидеть в белорусском музее «Линия Сталина» недалеко от Минска, на площадке военной техники в музее «Брестская крепость-герой», в танковом музее «Кубинка» и в военном музее в подмосковном Падикове.

## Оценка защищённости
Оценка защищённости танка Т-44, проведённая в июле 1944 года на полигоне НИБТ ГБТУ КА калиберными бронебойными снарядами германских танковых пушек калибров 75 и 88 мм, показала, что:
- Бронекорпус танка Т-44 практически не защищён против 88-мм бронебойных снарядов со всех дистанций действительного огня и недостаточно защищён против 75-мм бронебойных снарядов (только на дистанции свыше 1580 метров).
- Наиболее слабым местом танка по снарядостойкости является башня, которая пробивается 75-мм бронебойными снарядами при любых курсовых углах танка и положениях башни с дистанции 1300 метров и ближе[17].

С учётом обозначившейся к концу 1940-х — началу 1950-х годов тенденции увеличения калибра танковых пушек свыше 88 мм (так, в США перспективным рассматривался калибр 90 мм, в СССР — 100 мм) принятый на Т-44 уровень бронирования не мог рассматриваться в качестве перспективного.
Данная оценка производилась для предсерийного экспериментального танка, который имел значительно более слабое бронирование, нежели танки, принятые на вооружение.

## В компьютерных играх
Т-44 в модификациях Т-44, Т-44-85, Т-44-100 и Т-44-122 присутствует в игре World of Tanks. Также Т-44, Т-44-85, Т-44-100 и Т-44-122 присутствуют в World of Tanks Blitz.
В War Thunder Т-44 представлен в модификациях Т-44 (ПМ), Т-44, Т-44-100 и Т-44-122.
Также присутствует в игре Карибский кризис.

## Изображения

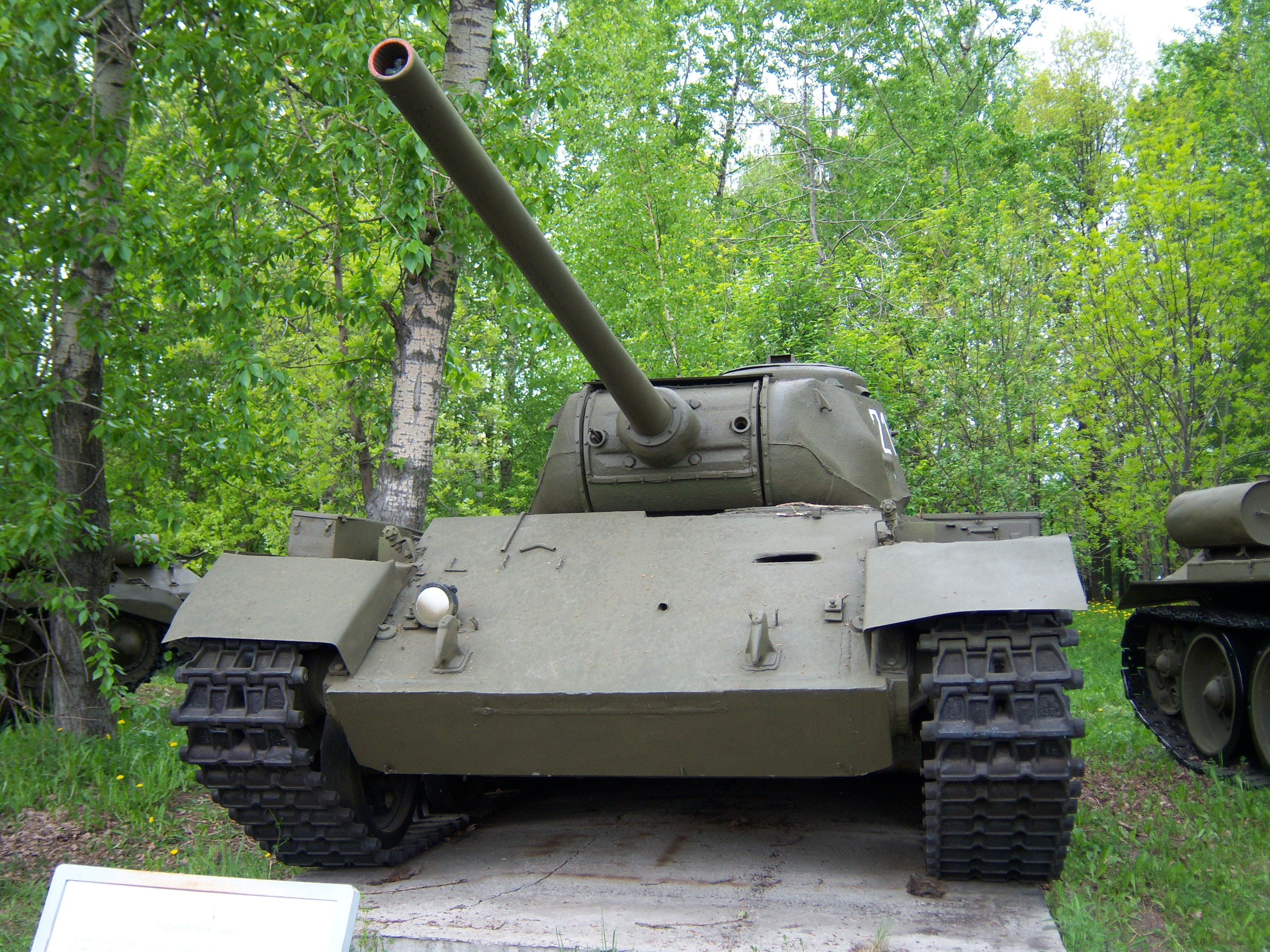
Танк Т-44
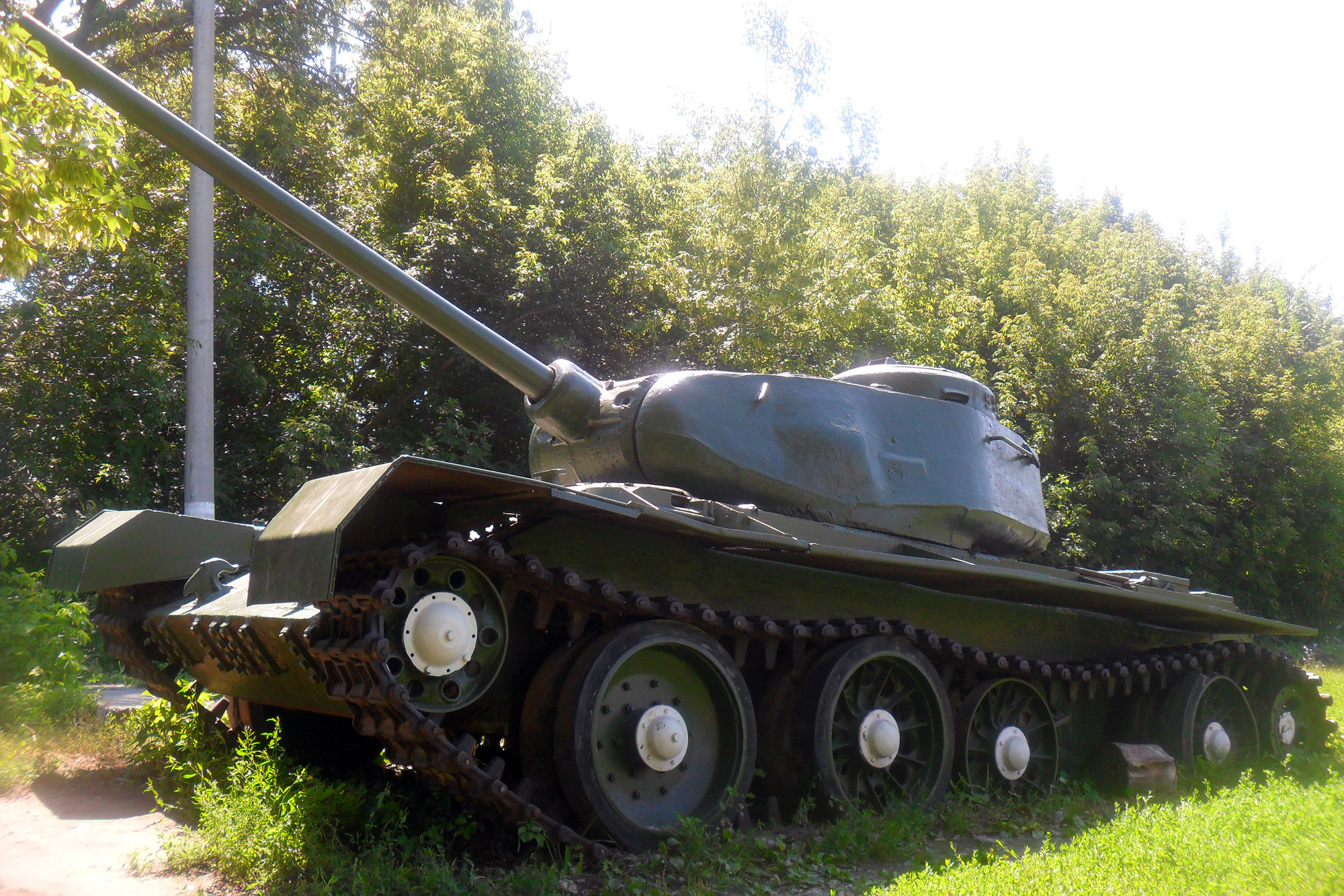
Т-44 в составе экспозиции военной техники в городском парке города Вольска
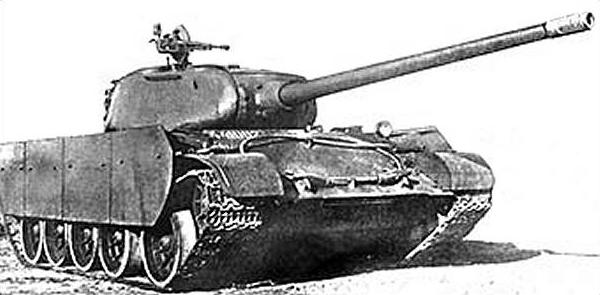
Т-44-100 со стальными противокумулятивными экранами и пушкой ЛБ-1
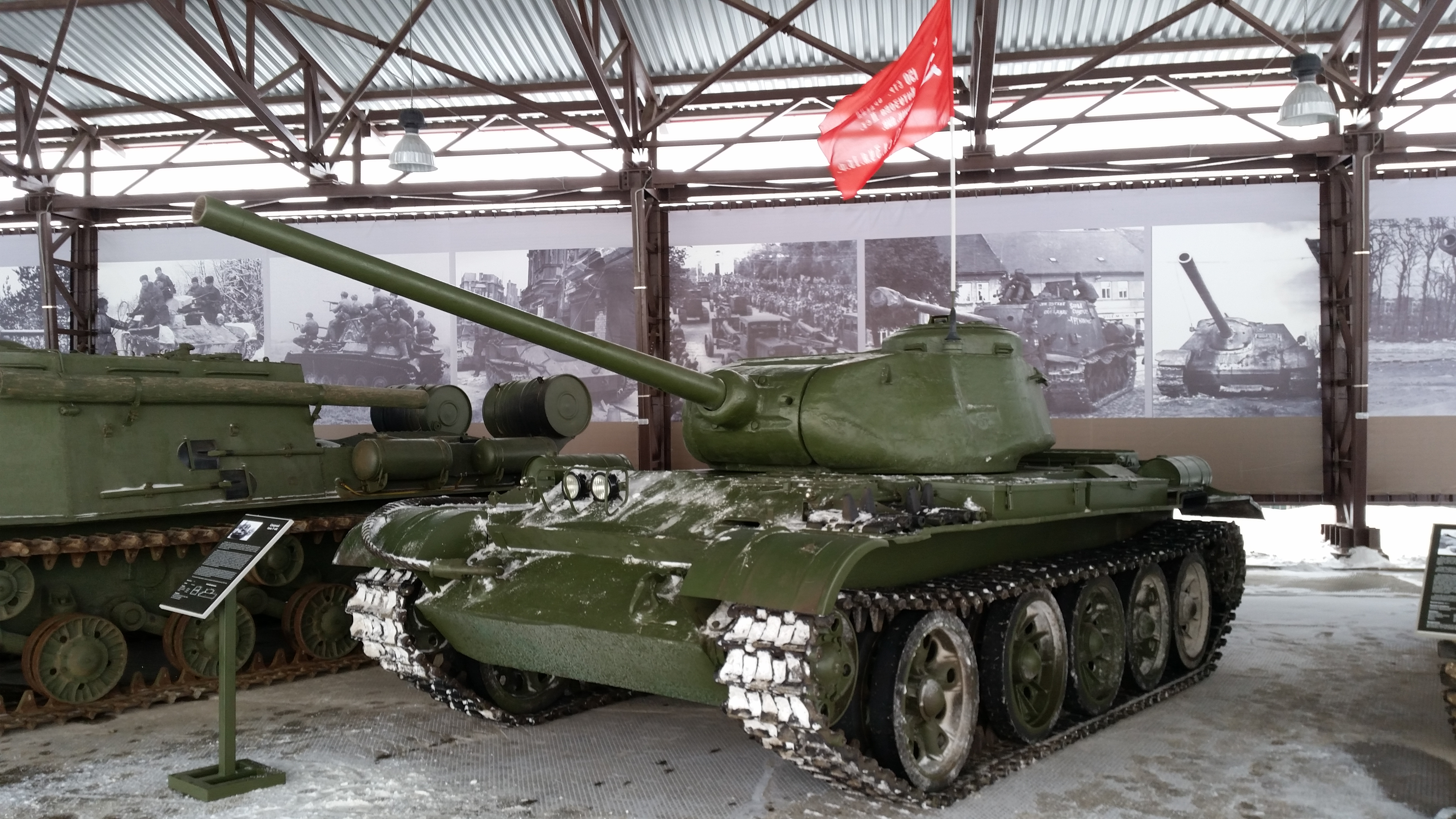
Танк Т-44 в экспозиции Музея отечественной военной истории
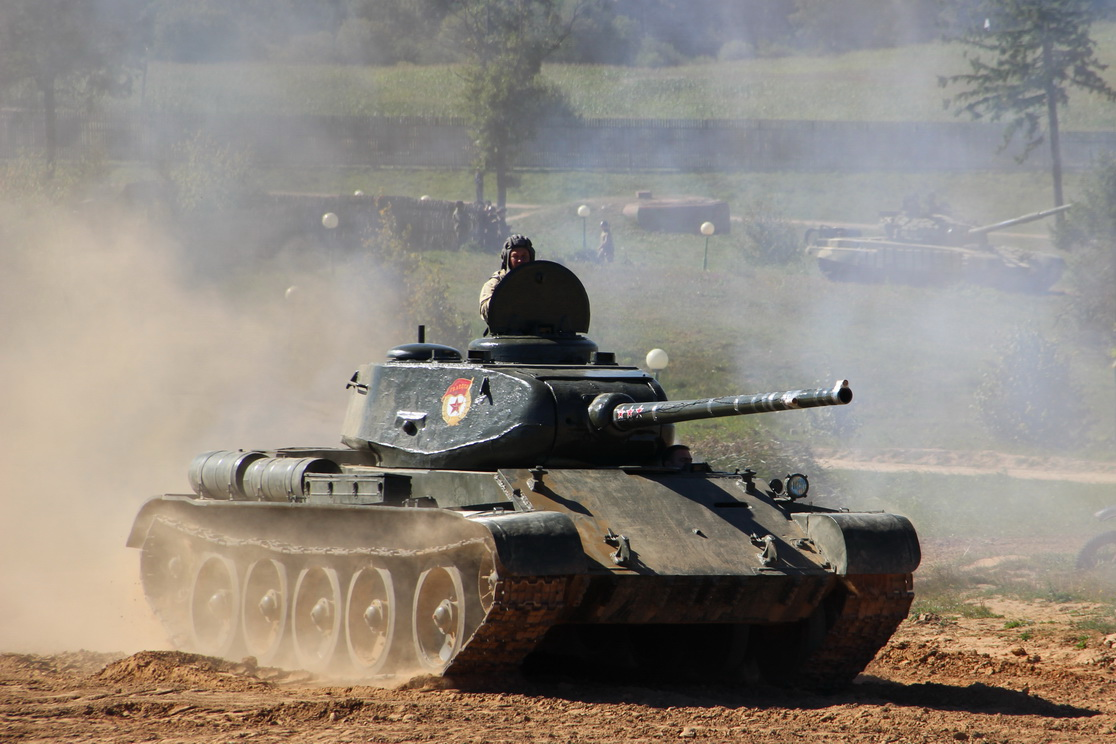
Т-44 на мероприятии в ИКК «Линия Сталина»(Беларусь)
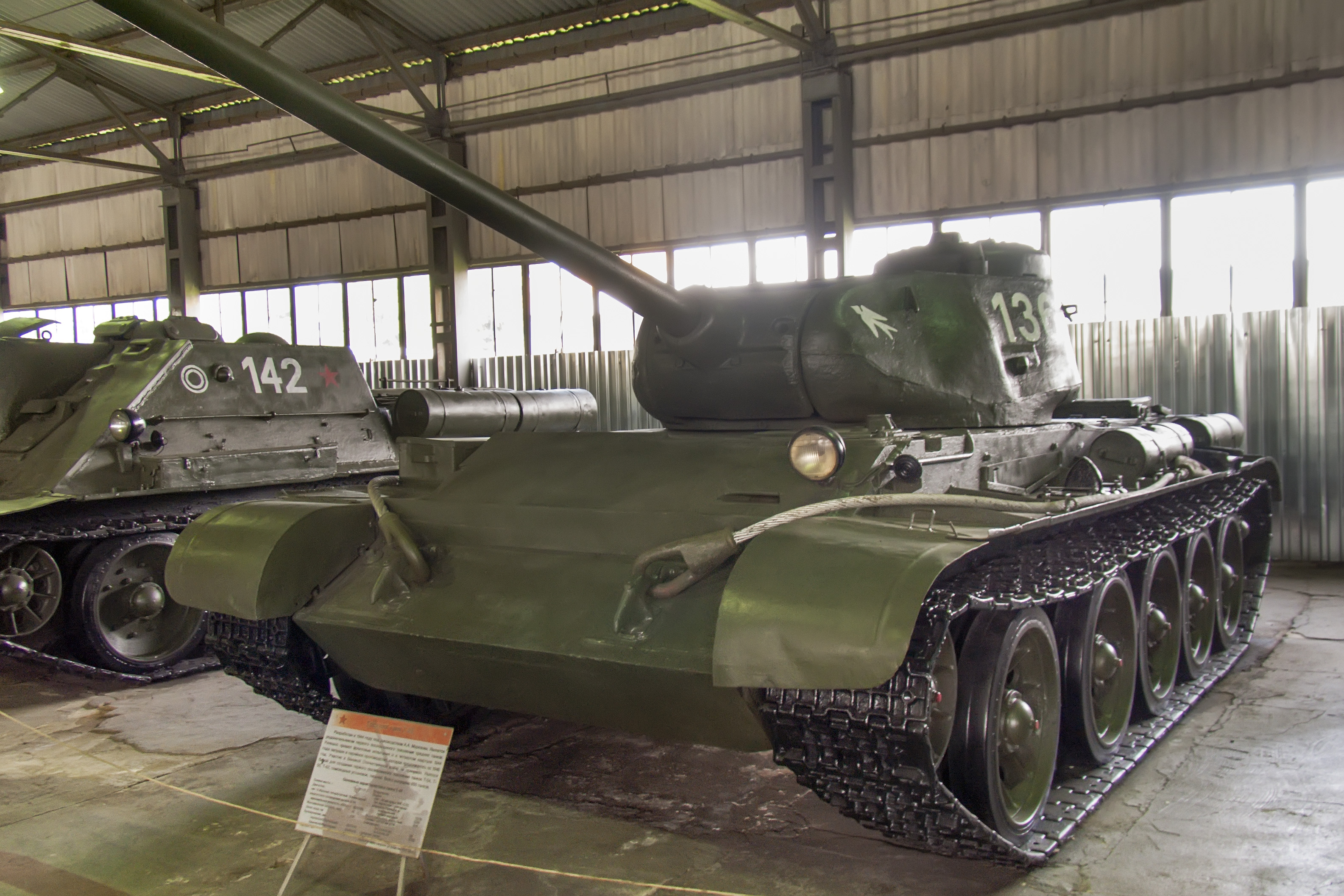
Т-44 в бронетанковом музее в Кубинке